# Digital Bibliography & Library Project
DBLP (Digital Bibliography & Library Project) é um repositório bibliográfico de ciência da computação hospedado na Universität Trier, na Alemanha. Originalmente era um banco de dados e um site bibliográfico de programação lógica, e existe pelo menos desde a década de 1980.

DBLP tinha listados mais de 1,3 milhões de artigos sobre informática em janeiro de 2010. Revistas monitoradas no site incluem VLDB, uma revista para bancos de dados muito grandes, o "IEEE Transactions" e a "ACM Transactions". Conferências de documentos de processos também são monitorados. O site encontra-se espelhado em cinco sites em toda a Internet.
Por seu trabalho na manutenção do DBLP, Michael Ley recebeu um prêmio da Association for Computing Machinery e o Prêmio Especial de Reconhecimento "VLDB Endowment" em 1997.
DBLP originalmente representava DataBase systems and Logic Programming, mas agora é representa Digital Bibliography & Library Project.

## DBL-Browser
DBL-Browser (Digital Bibliographic Library Browser) é um utilitário para navegar no website DBLP. O navegador foi escrito por Alexander Weber em 2005 na Universität Trier. Ele é projetado para uso off-line para ler a DBLP, o qual consiste de 910 mil registos bibliográficos, a partir de julho de 2007
DBL-Browser é um software GPL, disponível para download a partir do SourceForge. Ele usa o DTD do XML. Escrito na linguagem de programação Java, este código mostra a entrada bibliográfica em diversos tipos de telas, que vão desde os gráficos até modo texto:
- Página do autor
- Página do artigo
- Índice analítico
- Conferências relacionadas / revistas
- Autores relacionados (representação gráfica dos relacionamentos)
- Análise das tendências(gráfico de histograma)

DBLP é semelhante à porção bibliográfica do arxiv.org, que também tem links para artigos. O DBL-Browser fornece um meio para ver alguns dos artigos de ciência da computação associados.